# Miguel Ventura Terra

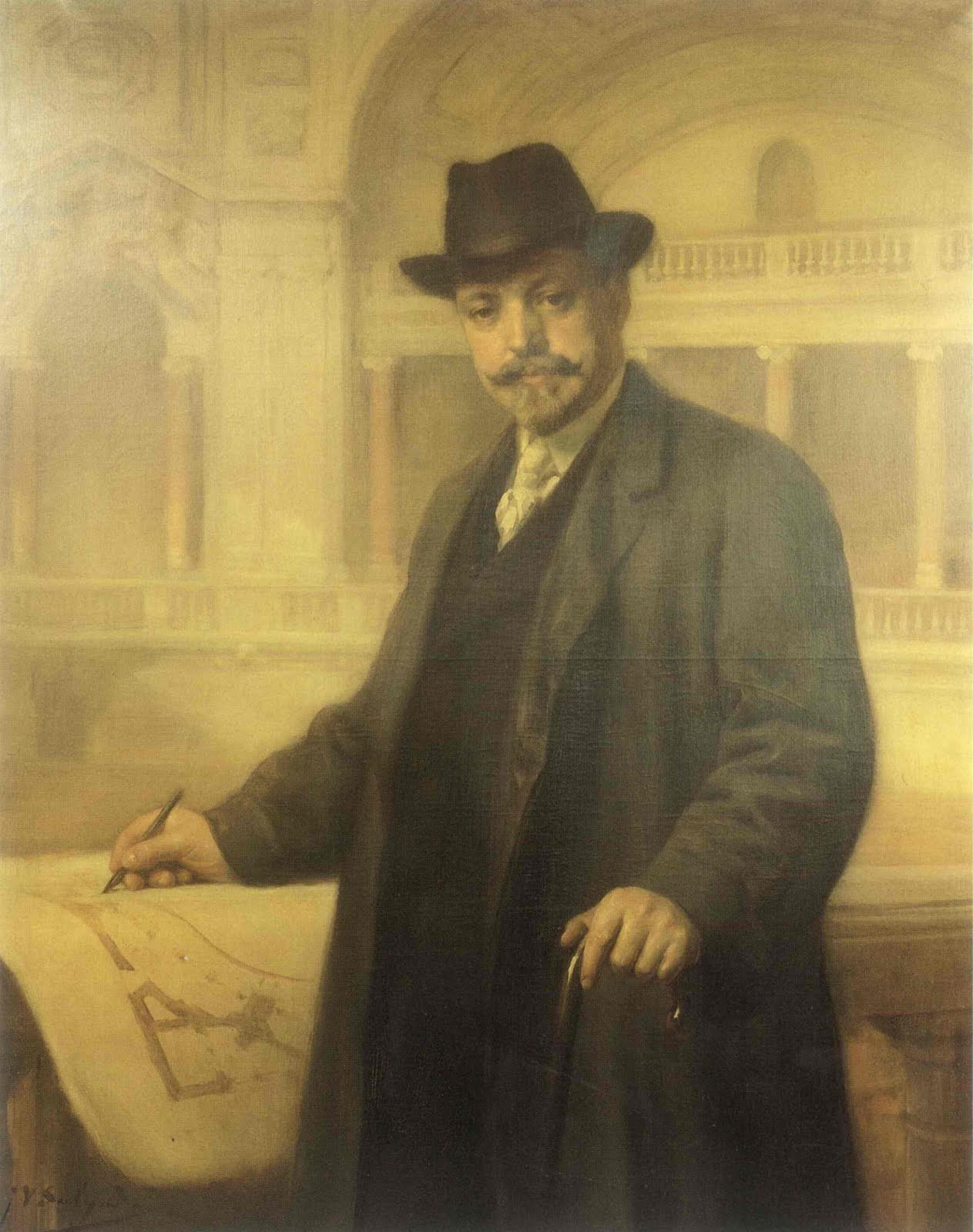
Miguel Ventura Terra in seinem Atelier

Miguel Ventura Terra (* 14. Juli 1866 in Seixas do Minho, Kreis Caminha, Distrikt Viana do Castelo; † 30. April 1919 in São Mamede, Stadtbezirk Lissabon, Lissabon) war ein portugiesischer Architekt und Lokalpolitiker des ausgehenden 19. Jahrhunderts und der Belle Epoque, die er für Portugal vor allem in Lissabon architektonisch stark prägte. Er gilt als einer der bedeutendsten Architekten in der Kulturgeschichte Portugals. 

## Leben
Miguel Ventura Terra entstammt der Gemeinde Seixas do Minho im Norden Portugals. Von 1881 bis 1886 besuchte er Kurse für Architektur in Porto an der Academica Portuense de Belas Artes. 1886 folgte eine Übersiedlung nach Paris, die ihm durch ein Stipendium des Staates ermöglicht wurde. Er war ein Anhänger von Victor Laloux, den er auch mindestens einmal in seinem Atelier in Paris traf. Dort studierte er auch an der École Nationale et Speciale des Beaux-Arts Architektur und erlangte sein Diplom als Architekt. Er kehrte 1896 nach Portugal zurück.
Der Architekt war auch als Politiker tätig. 1903 bis 1913 wurde er Stadtrat in Lissabon, außerdem 1908 sogar stellvertretender Bürgermeister der Hauptstadt für eine republikanische Partei. Ventura Terra war Mitglied der portugiesischen Freimaurer.
Es folgte ein Leben für die Architektur, das vor allem durch bedeutende Bauwerke in Lissabon, Viana do Castelo und Esposende geprägt war. Für lange Zeit war er auch seit 1903 erster Präsident der Sociedade dos Arquitectos Portugueses, der Portugiesischen Architektenvereinigung.
Ventura Terra starb am 30. April 1919 im Alter von 52 Jahren in Lissabon. Er war mit der Schweizerin Louise Audige, (gest. 1912), verheiratet.
In Seixas und Caminha sind Straßen nach ihm benannt. In Barcelos sitzt seit 2012 die "Associaçao Ventura Terra", die sich um die Erinnerung und Pflege des Werkes des Architekten kümmert. In seiner Heimatgemeinde wird das Geburtshaus als Casa Ventura Terra als Museum erhalten. 
Den Premio Valmor, den bedeutendsten Architekturpreis Portugals, erhielt er insgesamt viermal. 

## Stil und Prägung
Der Stil von Ventura Terra war an den Bauwerken der französischen Belle Epoque und des portugiesischen Eklektizismus ausgerichtet. Sein Vorbild war der Architekt Victor Laloux, von dem er viel lernte. Sein Werk wird auch offen kosmopolitisch und antimonumental, schlicht und zweckmäßig bezeichnet, oft auch asymmetrisch.

## Bedeutendste Gebäude
Einige innerhalb und außerhalb Lissabons entstandenen Gebäude gehörten zu seinen wichtigsten Arbeiten. So das Haus der Banco Totta & Açores in Lissabon, das Gebäude der Banco de Portugal in Porto sowie die Basilika Santa Lucia in Viana do Castelo. An der Neugestaltung des portugiesischen Parlaments, das seinen Sitz im Palacio São Bento hat, war er maßgeblich beteiligt.

## Basilika Santa Lucia in Viana do Castelo
Das umfangreichste und monumentalste Werk mit internationaler Bekanntheit von Miguel Ventura Terra ist die Basilika Santa Lucia auf dem Hügel Santa Lucia vor den Toren Viana do Castelos. Sie hatte die Basilika Sacré-Coeur als Vorbild und ist im neobyzantinischen Stil erbaut. Sie umfasst 142 Stufen und man hat von ihr aus einen guten Ausblick über die Stadt Viana do Castelo und das Umland. Die Bauarbeiten begannen 1903 und endeten erst 1940; beeindruckt die Basilika vor allem durch ihre für Portugal monumentale Größe. Sie ist eine Wallfahrtskirche.

## Bedeutung
Für Portugal ist Ventura Terra vor allem zum Ende des 19. Jahrhunderts, in der Belle Epoque und dem frühen 20. Jahrhundert bedeutend. Lissabons Architektur des 19. Jahrhunderts wurde stark von ihm beeinflusst. Seine Bauwerke prägten Generationen portugiesischer Architekten nach ihm. Sie prägten auch das Stadtbild der Hauptstadt Lissabon und sind teilweise bis heute noch Kleinode für Architekturbegeisterte in Lissabon. Daneben gilt er als einer der bedeutendsten und prägendsten Architekten Portugals im 20. Jahrhundert und aller Zeiten.

## Bauten und Bauwerke (Auswahl)

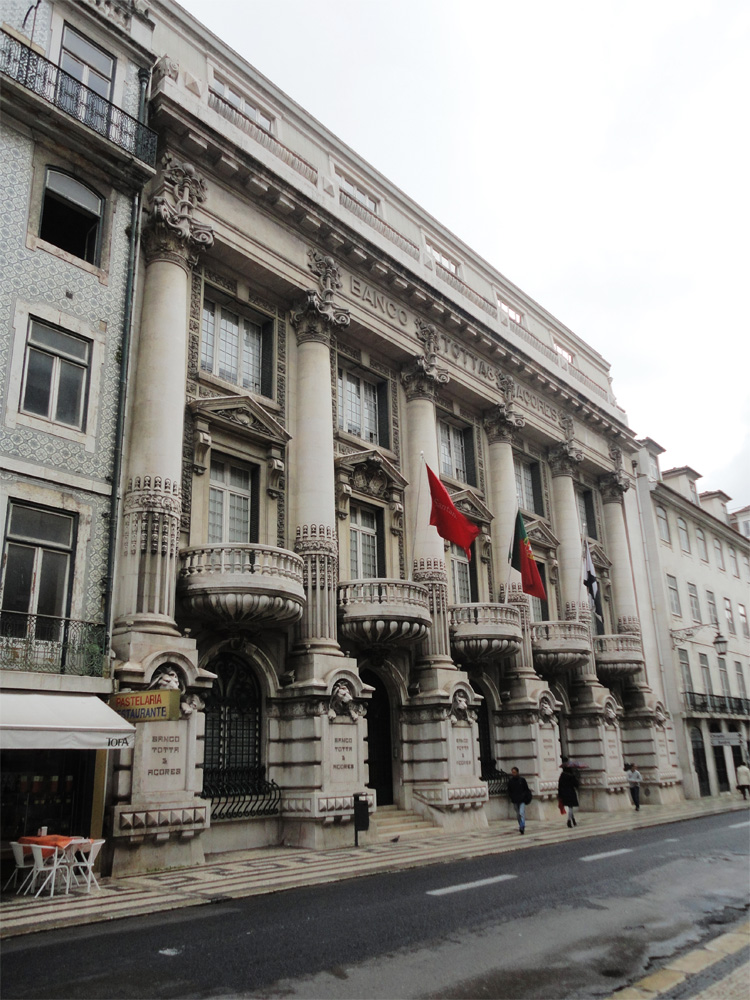
Bankhaus von Totta & Açores

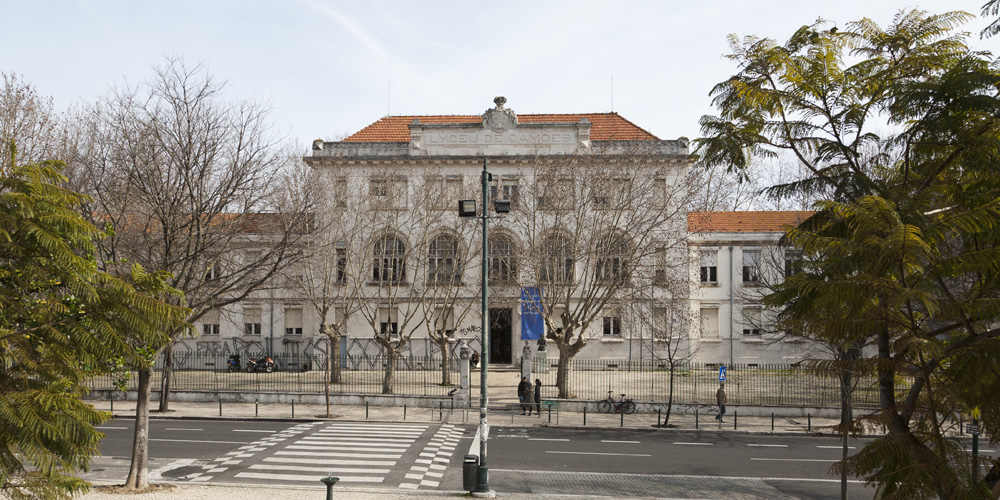
Liceu Camões

- Portugiesische Pavillons auf der Weltausstellung 1900 in Paris.
- Erster Kindergarten in Lissabon 1901 (Jardim de Infância).
- Casa Ventura Terra (Privathaus und Atelier in Lissabon), 1903. Ausgezeichnet mit dem Premio Valmor, in der Rua de Alexandre Herculano befindlich; unter anderem mit Azulejos im Inneren ausgestattet, 4 Etagen.
- Basilica de Santa Lucia in Viana do Castelo (1903–1943, nach den Plänen von Terra).
- Synagoge von Lissabon (Share Tikva), 1904.
- Gebäude des Bankhauses Totta & Açores, 1905, Lissabon.
- Casa de Visconde de Valmar in Valmar, 1906. (Haus des Grafen von Valmar).
- Camões-Liceum (Gymnasium), 1907, Lissabon.
- Museum von Esposende, 1908–1911.
- Pedro-Nunes-Liceum, 1909, Lissabon.
- Teatro Politeama, 1912–1913, Lissabon.

## Auszeichnungen (Auswahl)
- Ordem do Santiago de Espada
- Premio Valmor de Arquitectura, 1903.
- Premio Valmor de Arquitectura, 1906.
- Premio Valmor de Arquitectura, 1909.
- Premio Valmor de Arquitectura, 1911.